# Robert Loe
Robert "Rob" Loe (Leicester, Inglaterra, 5 de agosto de 1991) es un baloncestista neozelandés que pertenece a la plantilla de los Melbourne United de la NBL Australia. Conserva su pasaporte inglés por nacimiento, que le permite jugar en Europa sin restricciones. Con 2,11 metros de estatura, juega en la posición de pívot. 

## Trayectoria deportiva

### Universidad
Jugó cuatro temporadas con los Billikens de la Universidad de San Luis, en las que promedió 7,3 puntos, 3,9 rebotes y 1,2 asistencias por partido.

### Estadísticas
| Año     | Equipo      | PJ  | PT  | MPP  | %TC  | %3P  | %TL  | RPP | APP | ROB | TPP | PPP  |
| ------- | ----------- | --- | --- | ---- | ---- | ---- | ---- | --- | --- | --- | --- | ---- |
| 2010–11 | Saint Louis | 30  | 18  | 17.5 | .389 | .337 | .606 | 3.5 | .8  | .5  | .7  | 6.7  |
| 2011–12 | Saint Louis | 34  | 34  | 16.3 | .417 | .351 | .630 | 2.9 | .6  | .4  | .5  | 5.2  |
| 2012–13 | Saint Louis | 35  | 35  | 22.9 | .419 | .315 | .690 | 3.4 | 1.2 | .4  | .3  | 7.0  |
| 2013–14 | Saint Louis | 34  | 34  | 27.7 | .453 | .306 | .753 | 5.7 | 2.0 | .9  | 1.2 | 10.3 |
| Total   | Total       | 133 | 121 | 21.2 | .423 | .326 | .696 | 3.9 | 1.2 | .6  | .7  | 7.3  |

### Profesional
Tras no ser elegido en el Draft de la NBA de 2014, disputó las Ligas de Verano de la NBA con Golden State Warriors, jugando dos partidos en los que promedió 5,0 puntos y 1,5 rebotes. En el mes de septiembre firmó su primer contrato profesional con el K.A.O.D. B.C. de la A1 Ethniki griega, donde jugó una temporada en la que promedió 7,3 puntos y 4,8 rebotes por partido.
En julio de 2015 firmó con el equipo belga del Limburg United, lesionándose de gravedad en el mes de diciembre, no regresando a las canchas hasta el mes de marzo, acabando la temporada con unos promedios de 7,1 puntos y 3,4 rebotes por partido.
En julio de 2016 regresó a su país para fichar por los New Zealand Breakers de la NBL Australia. En su primera temporada en el equipo repitió la estadística del año anterior en Bélgica, promediando 7,1 puntos y 3,4 rebotes por partido. En marzo de 2017 renovó su contrato con los Breaekers por una temporada más, en la que sus números tuvieron una ligera mejoría, promediando 7,3 puntos y 4,3 rebotes.
En 24 de abril de 2018 firmó un contrato por dos temporadas con el equipo australiano de los Cairns Taipans.